# Ilija Bozoljac
Ilija Bozoljac (srbsky Илија Бозољац, Ilija Bozoljac; narozený 2. srpna 1985 Aleksandrovac) je srbský profesionální tenista. Ve své dosavadní kariéře nevyhrál na okruhu ATP World Tour žádný turnaj. Na challengerech ATP a okruhu ITF získal do listopadu  2013 dvanáct titulů ve dvouhře a jedenáct ve čtyřhře.
Na žebříčku ATP byl ve dvouhře nejvýše klasifikován v lednu 2007 na 101. místě a ve čtyřhře pak v červenci 2010 na 122. místě. Trénuje ho Daniel Meyers.
Na nejvyšší grandslamové úrovni se ve dvouhře nejdále probojoval do druhých kol na Australian Open 2007, French Open 2006, Wimbledonu 2008 a 2010.
V srbském daviscupovém týmu debutoval v roce 2003 utkáním 2. skupiny zóny Evropy a Afriky proti Côte d'Ivoire, v němž vyhrál pátou dvouhru nad Jeanem-Christophem Nabim. Ve čtvrtfinále Světové skupiny 2013 dokázal v páru s Nenadem Zimonjićem porazit nejlepší pár světa dvojčat Boba a Mika Bryanových, čímž dopomohli Srbům k porážce Spojených států výsledkem 3–1 na zápasy. Do listopadu 2013 v soutěži nastoupil k deseti mezistátním utkáním s bilancí 3–1 ve dvouhře a 4–4 ve čtyřhře.

## Tenisová kariéra
Sezóna 2006 představovala dosud nejlepší rok profesionální kariéry tenisty. V lednu se na okruhu ATP Tour probojoval do čtvrtfinále chorvatského PBZ Zagreb Indoors 2006, což znamenalo herní maximum. Na turnaji postupně vyřadil 170. izraelského hráče klasifikace Dudi Selu, 77. muže žebříčku Daniela Braccialiho z Itálie a 34. tenistu světa Feliciana Lópeze ze Španělska, mezi poslední osmičkou nestačil na krajana Novaka Djokoviće, kterému tehdy patřilo 81. místo.
Druhé kolo si zahrál na French Open 2006, kde jako kvalifikant nejdříve porazil krajana Borise Pašanskiho a následně ve čtyřech setech podlehl turnajové sedmičce Tommymu Robredovi. Do stejné fáze se po výhře nad Chorvatem Marinem Čilićem probojoval i na Australian Open 2007, kde mu stopku vystavil dvanáctý nasazený Němec Tommy Haas.
Na French Open 2008 neuspěl v posledním třetím kvalifikačním kole, v němž jej přehrál argentinský 75. hráč žebříčku Eduardo Schwank. O měsíc později naopak prošel jako šťastný poražený do hlavní soutěže Wimbledonu 2008, přestože v posledním kvalifikačním kole nestačil na Stefana Galvaniho v pěti setech. V úvodní fázi dvouhry vyřadil po čtyřsetovém průběhu Australana Chrise Guccioneho, aby poté skončil na raketě Francouze Marca Gicquela v pětisetovém dramatu. O dva roky později si tento výkon zopakoval, když si v úvodním kole Wimbledonu 2010 poradil s dvojnásobným olympijským vítězem Nicolásem Massúem. Ve druhém pak podlehl obhájci titulu Rogeru Federerovi po setech 3–6, 7–6, 4–6 a 6–7.
V sezóně 2013 se pohyboval především na okruhu ITF, na kterém v prvních třech měsících roku vybojoval tři tituly. Na okruhu ATP World Tour 2013 si zahrál první kola na chorvatském PBZ Zagreb Indoors, londýnském AEGON Championships v Queen's Clubu a vídeňském Erste Bank Open. Ve všech případech vypadl v úvodním kole.

## Tituly na challengerech ATP
| Legenda               |
| --------------------- |
| Challengery (3 D; 9Č) |

### Dvouhra (3)
| č. | datum         | turnaj                          | povrch | poražený finalista    | výsledek      |
| -- | ------------- | ------------------------------- | ------ | --------------------- | ------------- |
| 1. | 4. září 2006  | Doněck, Ukrajina                | antuka | Tomáš Cakl            | 6–4, 3–6, 7–5 |
| 2. | 8. září 2008  | Lublaň, Slovinsko               | antuka | Giancarlo Petrazzuolo | 6–4, 6–3      |
| 3. | 15. září 2008 | Banja Luka, Bosna a Hercegovina | antuka | Daniel Gimeno Traver  | 6–4, 6–4      |

### Čtyřhra (9)
| č. | datum             | turnaj    | povrch  | spoluhráč         | poražení finalisté                 | výsledek             |
| -- | ----------------- | --------- | ------- | ----------------- | ---------------------------------- | -------------------- |
| 1. | 3. února 2003     | Bělehrad  | koberec | Nenad Zimonjić    | Darko Madjarovski Janko Tipsarević | 6–1, 6–4             |
| 2. | 7. listopadu 2005 | Nashville | tvrdý   | Brian Wilson      | Santiago González Diego Hartfield  | 7–6(6), 6–4          |
| 3. | 13. března 2006   | Sarajevo  | tvrdý   | Viktor Troicki    | Alexander Peya Lars Uebel          | 6–3, 6–4             |
| 4. | 14. ledna 2008    | Miami     | antuka  | Dušan Vemić       | Jean-Julien Rojer Marcio Torres    | 7–5, 6–4             |
| 5. | 13. října 2008    | Calabasas | tvrdý   | Dusan Vemić       | Somdev Devvarman Nathan Healey     | 1–6, 6–3, 13–11      |
| 6. | 15. února 2010    | Bělehrad  | koberec | Jamie Delgado     | Dustin Brown Martin Slanar         | 6–3, 6–3             |
| 7. | 8. března 2010    | Rabat     | antuka  | Daniele Bracciali | Alexandr Dolgopolov Dmitrij Sitak  | 6–4, 6–4             |
| 8. | 15. března 2010   | Marrákeš  | antuka  | Horia Tecău       | James Cerretani Adil Shamasdin     | 6–1, 6–1             |
| 9. | 21. dubna 2013    | Saratosa  | antuka  | Somdev Devvarman  | Steve Johnson Bradley Klahn        | 6–7(5), 7–6(3), 11–9 |